# Latin Lover (Gianna Nannini)
Latin Lover è il quinto album discografico di Gianna Nannini, uscito nel 1982 su etichetta Dischi Ricordi.

## Descrizione
Uscito nell'autunno del 1982, l'album, che lancia definitivamente l'artista senese verso una dimensione europea, segna l'inizio della collaborazione fra la Nannini e Conny Plank (sintetizzatori e produzione artistica), già collaboratore di Kraftwerk, Ultravox ed Eurythmics. Le tematiche dell'album precedente, G.N. sono quelle caratteristiche dei suoi album fino a Scandalo (1990).
Nei testi si trovano critiche alla società ed alle forze dell'ordine. Altro aspetto interessante nei testi è la paura del viaggio, che si trova in Wagon-Lits e soprattutto in Volo 5/4, brano {dalle atmosfere allucinate con riferimenti alla mitologia greca. Ma soprattutto Ragazzo dell'Europa è spesso considerato il capolavoro dell'album.
L'album è presente nella classifica dei 100 dischi italiani più belli di sempre secondo Rolling Stone Italia alla posizione numero 71.

## Tracce
1. Primadonna (Mauro Paoluzzi, G.Nannini) - 3:45
2. Wagon-Lits (Paoluzzi, Nannini) - 4:13
3. Ragazzo dell'Europa (Nannini) - 3:27
4. Latin Lover (Nannini, Paoluzzi) - 4:37
5. Fumetto (Nannini) - 3:32
6. Carillon (Nannini) - 4:09
7. Amore amore (Nannini) - 4:16
8. Volo 5/4 (Nannini) - 4:28

## Formazione
- Gianna Nannini: voce, pianoforte
- Mauro Paoluzzi: chitarra
- Rudy Spinello: chitarra
- Conny Plank: sintetizzatore
- Hans Baar: sintetizzatore, basso, chitarra
- Rüdiger Braune: sintetizzatore, batteria
- Claudio Golinelli: basso
- Mike Gong: sintetizzatore
- Annette Humpe: sintetizzatore, tastiera
- Jaki Liebezeit: sintetizzatore, percussioni, batteria
- Mauro Pagani: banjo, mandolino, violino
- Jacki Webezert: batteria
- Annie Lennox: tastiera
- Wolferats: cori

## Promozione
| Video Promo | Singolo | Radio Promo | Data di uscita | Classifica Singoli - Hit Parade Italia |
| Latin lover |         |             | 1982           |                                        |